# Phyllastrephus poensis
Phyllastrephus poensis là một loài chim trong họ Pycnonotidae.